# ブッダとそのダンマ
『ブッダとそのダンマ』（The Buddha and His Dhamma）とは、インド仏教復興運動の指導者アーンベードカルの著書。彼の仏教理解を交えつつ釈迦の生涯を描く。原書は英語で書かれ1957年にボンベイで刊行された。
日本語訳は山際素男。

## 内容
解説の山崎元一は、「ときには真の仏教はいかなるものでなければならないかという立場から、仏典の語るところを離れた自由な解釈を加えている」と記す。
輪廻や業を否定し、無神論・合理主義に近い立場をとる。仏陀の説く「再生」とは輪廻ではなく、物質、エネルギーの分解と再構成をさすとみなす。

## 刊行書
- 三一書房版（単行本）、1987年
  - ISBN 978-4380872020
- 光文社新書、2004年
  - ISBN 978-4334032654
訳者まえがきと佐々井秀嶺の解説を新たに収録